# Paltin, Brașov
Paltin este un sat în comuna Șinca Nouă din județul Brașov, Transilvania, România.